# Veuillez rendre l'âme (à qui elle appartient)
Veuillez rendre l'âme (à qui elle appartient) — альбом гурту «Noir Désir», який вийшов у 1989 році. Реліз вийшов на CD та LP.
Протягом року було продано 150 000 примірників альбому, за що гурт отримав золотий сертифікат від французької національної профспілки виробників фонограм (SNEP).
Сингл з альбому Aux sombres héros de l'amer, потрапив до Top 50 Франції.

## Композиції
1. À l'arrière des taxis (3:10)
2. Aux sombres héros de l'amer (2:58)
3. Le Fleuve (3:48)
4. What I Need(3:24)
5. Apprends à dormir (3:02)
6. Sweet Mary (2:01)
7. La Chaleur (3:39)
8. Les Écorchés (4:09)
9. Joey I (3:00)
10. Joey II (2:27)
11. The Wound (4:35)

## Над альбомом працювали
- Оформлення (малюнки) — Vincent Epplay
- Бас-гітара, бек-вокал — Фредерік Відален
- Барабани, бек-вокал — Деніс Барт
- Engineer — Phil Delire
- Гітара, рояль, бек-вокал — Серж Тіссо́-Ґе
- Фотографії — Alain Duplantier
- Скрипка — François «Bubu» Boirie (у піснях: 3, 4, 11)
- Вокал, губна гармоніка, гітара — Бертран Канта
- Автор — Бертран Канта , Noir Désir